# Pristoceraea
Pristoceraea là một chi bướm đêm thuộc họ Noctuidae.

## Loài
- Pristoceraea eriopis Herrich-Schäffer, [1853]